# Марсель Гроссманн
Марсе́ль Гро́ссманн (нім. Marcel Grossmann; 9 квітня 1878, Будапешт — 7 вересня 1936, Цюрих) — швейцарський математик, друг Ейнштейна та співавтор його публікацій із загальної теорії відносності, у яких він виконав математичне забезпечення. На честь вченого засновано наукову Нагороду Марселя Гроссманна.

## Біографія

### Кар'єра
Народився у Будапешті (тоді — Австро-Угорщина) у єврейській сім'ї. 1893 року його сім'я перебралася до швейцарського селища Тальвіль. Школу Марсель закінчив у Базелі, а у 1896 році вступив до швейцарської Федеральної політехнічної школи (Політехнікум, місто Цюрих), де здружився з однокурсником Альбертом Ейнштейном, ставши нарівні з Мікелем Бессо одним з найближчих його друзів. 1902 року захистив дисертацію в Цюрихському університеті. У 1901—1905 роках викладав у місті Фрауенфельді, потім деякий час — у Базелі.
З 1907 року Гроссманн повернувся до Цюриха й став у Політехнікумі професором математики. Спеціалізувався в галузі нарисної геометрії. З 1911 — декан фізико-математичного факультету. Цю посаду обіймав до 1927 року. 1910 року Гроссманн став одним із засновників Швейцарського математичного товариства, у 1916—1917 був його головою. Він був запрошеним доповідачем на V Міжнародному конгресі математиків у 1912 році (Кембридж, Велика Британія) та VI-му у 1920 (Страсбург).

## Співпраця з Альбертом Ейнштейном
Двічі Марсель Гроссманн справляв істотний вплив на життєвий шлях Ейнштейна. Вперше це сталося у 1902-му, коли Ейнштейн після Політехнікуму не міг знайти роботу та перебував у скрутному матеріальному становищі. Гроссманн (через свого батька) допоміг Ейнштейну влаштуватися на посаду експерта у Федеральне бюро патентування винаходів (Берн, Швейцарія). Ейнштейн і Гроссманн вели інтенсивне листування, а через 7 років друзі знову зустрілися в Цюриху — Ейнштейн, уже відомий фізик, став професором Цюрихського університету.
Другий випадок трапився у 1912 році, коли професор Празького університету Георг Пік у бесіді з Ейнштейном припустив, що математична модель загальної теорії відносності (ЗТВ) мала б описувати викривлений чотиривимірний простір-час (до цього протягом кількох років Ейнштейн намагався створити скалярну теорію тяжіння, проте успіху не досягнув). Він звернувся до Марселя Гроссманна з проханням допомогти у виборі засобів для такого опису. Гроссманн порекомендував тензорний аналіз, вже глибоко розроблений на той час для двовимірних поверхонь, та розробив його чотиривимірне узагальнення. Як згадував Ейнштейн, Гроссманн «охоче погодився спільно працювати над проблемою, але все-таки з тим обмеженням, що він не бере на себе ніякої відповідальності за будь-які фізичні затвердження та інтерпретації».
Через рік вони спільно написали першу статтю по тензорній моделі ЗТО — як пізніше згадував Ейнштейн, Гроссманн розробив математичні викладки цієї статті, а сам Ейнштейн — фізичні. Зміст цієї статті був ще далеким від остаточного варіанту ЗТО. Ще одна їхня спільна стаття була опублікована в наступному році. Для завершення робіт зі створення ЗТО знадобилося ще 3 роки, нового математичного апарату вона вже не містила і на цьому етапі Гроссманн участі уже не брав.
Серед інших праць Гроссманна — низка статей з нарисної та неевклідової геометрії, інші роботи, пов'язані з геометрією, а також два шкільні підручники.

### Останні роки життя
З 1920 року в Гроссманна почали проявлятись прогресуючі симптоми розсіяного склерозу, і у 1927 році він був змушений полишити викладання. Через 9 років він помер.
До кінця свого життя Ейнштейн тепло і вдячно згадував Гроссманна та високо цінив його внесок у створення загальної теорії відносності. Він присвятив пам'яті Гроссмана одну із останніх своїх статей з автобіографією (1955).

## Основні наукові праці
- Про метричні властивості колінеарних структур (нім. Über die metrischen Eigenschaften kollinearer Gebilde, 1902). — дисертаційна робота Гроссманна.
- Основні конструкції неевклідової геометрії (нім. Die fundamentalen Konstruktionen der nichteuklidischen Geometrie, 1904).
- A. Einstein, M. Grossmann. Entwurf einer verallgemeinerten Relativitätstheorie und einer Theorie der Gravitation // Zeitschrift für Mathematik und Physik, 1913. — 62. — P. 225—261. (англомовний варіант статті [Архівовано 18 листопада 2017 у Wayback Machine.]).
- Нарисна геометрія (нім. Darstellende Geometrie), в 7 томах, 1915—1932.

## Вшанування пам'яті
На честь Марселя Гроссманна кожні 3 роки проводиться «Гроссманнівська конференція» — міжнародний семінар із загальної теорії відносності. На семінарі вручається Нагорода Марселя Гроссманна — міжнародна нагорода в галузі фізики гравітації та астрофізики, яку присуджує Міжнародна мережа центрів релятивістської астрофізики (ICRANet).